# Ommata brasiliensis
Ommata brasiliensis là một loài bọ cánh cứng trong họ Cerambycidae.